# Modou N'Diaye
Modou Birame N'Diaye (Kaolack, 29 ottobre 1996) è un calciatore senegalese, centrocampista svincolato.

## Carriera
Inizia a giocare in patria nel Douanes, squadra con sede nella capitale Dakar. Nel 2018 viene acquistato dal Thonon Évian, società militante nelle serie dilettantistiche del campionato francese. Nel 2020 viene ceduto al Táborsko, nella seconda divisione ceca. Il 7 luglio 2021 firma un contratto triennale con il Viktoria Plzeň; fa il suo esordio con il club ceco il 22 luglio successivo, in occasione dell'incontro dei turni preliminari di Conference League vinto per 2-1 contro la Dinamo Brėst. Tre giorni dopo esordisce anche in campionato, disputando l'incontro vittorioso per 2-1 contro il Mladá Boleslav. Dopo aver totalizzato 7 presenze tra campionato e coppe europee, nel febbraio 2022 viene ceduto in prestito al Karviná, altro club della massima divisione ceca, fino al termine della stagione.

## Statistiche

### Presenze e reti nei club
Statistiche aggiornate al 21 novembre 2022.
| Stagione              | Squadra               | Campionato            | Campionato | Campionato | Coppe nazionali | Coppe nazionali | Coppe nazionali | Coppe continentali | Coppe continentali | Coppe continentali | Altre coppe | Altre coppe | Altre coppe | Totale | Totale |
| Stagione              | Squadra               | Comp                  | Pres       | Reti       | Comp            | Pres            | Reti            | Comp               | Pres               | Reti               | Comp        | Pres        | Reti        | Pres   | Reti   |
| --------------------- | --------------------- | --------------------- | ---------- | ---------- | --------------- | --------------- | --------------- | ------------------ | ------------------ | ------------------ | ----------- | ----------- | ----------- | ------ | ------ |
| 2020-2021             | Táborsko              | FNL                   | 13         | 1          | CRC             | 0               | 0               |                    | -                  | -                  |             | -           | -           | 13     | 1      |
| 2021-feb. 2022        | Viktoria Plzeň        | 1L                    | 3          | 0          | CRC             | 0               | 0               | UECL               | 4                  | 0                  |             | -           | -           | 7      | 0      |
| feb.-giu. 2022        | Karviná               | 1L                    | 8+3        | 1+0        | CRC             | -               | -               |                    | -                  | -                  |             | -           | -           | 11     | 1      |
| 2022-2023             | Viktoria Plzeň        | 1L                    | 7          | 1          | CRC             | 1               | 0               | UCL                | 4                  | 0                  |             | -           | -           | 12     | 1      |
| Totale Viktoria Plzeň | Totale Viktoria Plzeň | Totale Viktoria Plzeň | 10         | 1          |                 | 1               | 0               |                    | 8                  | 0                  |             | -           | -           | 19     | 1      |
| Totale carriera       | Totale carriera       | Totale carriera       | 34         | 3          |                 | 1               | 0               |                    | 8                  | 0                  |             | -           | -           | 43     | 3      |